# 宰恩 (圣基茨和尼维斯)
宰恩（Zion）是加勒比海島國聖基茨和尼維斯尼維斯島聖喬治金哲蘭區的一個城鎮，位於該島東南海岸的內陸，該區首府马凯特肖普西北部。